# Sticholotidinae
Sticholotidinae es una subfamilia de coleópteros polífagos.

## Tribus y Géneros
| - Argentipilosa - Carinodula - Carinodulina - Carinodulinka - Aneaporia - Cephaloscymnus - Neaporia - Prodilis - Prodiloides - Limnichopharus - Coccidophilus - Cryptoweisea - Dichaina - Diloponis - Gnathoweisea - Microcapillata - Microfreudea - Microweisea - Nipus - Pseudosmilia - Sarapidus - Stictospilus - Ballida - Buprestodera - Catanaplotina - Haemoplotina - Paraplotina - Plotina - Protoplotina - Sphaeroplotina - Catana - Catanella - Delphastus - Microserangium - Serangiella - Serangium | - Ghanius - Medamatento - Promecopharus - Sasajiella - Shirozuella - Boschalis - Bucolellus - Chilocorellus - Coelolotis - Coelopterus - Filipinolotis - Glomerella - Habrolotis - Hemipharus - Jauravia - Lenasa - Lotis - Mimoserangium - Neaptera - Nelasa - Neojauravia - Neotina - Nesina - Nesolotis - Nexophallus - Paracoelopterus - Parajauravia - Paranelasa - Paranesolotis - Parinesa - Pharopsis - Pharoscymnus - Phlyctenolotis - Semiviride - Sticholotis - Stictobura - Sulcolotis - Synonychimorpha - Trimallena - Xamerpillus - Xanthorcus - Xestolotis - Hikonasukuna - Orculus - Paraphellus |